# James Nealon
James Dinneen Nealon Jr. (nacido en 1954) es un diplomático estadounidense que sirvió como embajador de Estados Unidos en Honduras (2014-2017). Después trabajó en el Departamento de Seguridad Nacional de los Estados Unidos de 2017 a 2018.

## Biografía
Nació en Virginia, siendo hijo de un topógrafo. Estudió historia en la Universidad Brown y luego en el Boston College. Fue profesor de historia de secundaria antes de unirse al Servicio Exterior de los Estados Unidos en 1984.
Como oficial del Servicio Exterior de los Estados Unidos Nealon fue ministro consejero de la Embajada de Estados Unidos en Canadá y en Perú, encargado de negocios y ministro consejero en Uruguay, y otras asignaciones más en Hungría, España, Filipinas y Chile, antes de ser nombrado Embajador de Honduras el 11 de agosto de 2014. También sirvió como suplente de John Kelly, mientras Kelly estuvo a cargo del Comando Sur de Estados Unidos.
Dejó de ser embajador el 11 de junio de 2017, y en julio fue nombrado por John Kelly como subsecretario de compromiso internacional en el Departamento de Seguridad Nacional de los Estados Unidos. En ese cargo Nealon apoyó una política de despliegue de agentes de Seguridad Nacional al extranjero. Renunció a su cargo el 8 de febrero de 2018 por sus discrepancias con la política migratoria del presidente Donald Trump; específicamente, el retiro del estatus de protección temporal a Honduras. También en abril de ese año, en un editorial para Los Angeles Times, se manifestó en contra de las amenazas del presidente Trump de retirar la ayuda económica a Honduras en represalia por la caravanas de migrantes que se dirigía a Estados Unidos.

## Reconocimientos
- Superior Honor Award por el gobierno de Estados Unidos.
- Gran Cruz con Placa de Plata por el Presidente de Honduras.[11]
- Gran Cruz con Placa de Oro por el Congreso Nacional de Honduras.
- Reconocimiento del Ministerio Público de Honduras.[12]